# Адьянов
Адьянов — хутор в Дубовском районе Ростовской области. Входит в Весёловское сельское поселение.

## Название
Название хутора производно от калмыцкой фамилии Адьяновы, в хуторе Хурульном проживало четыре семьи Адьяновых, Д. Адьянов в XIX веке был Чунусовским сотником.

## Физико-географическая характеристика
Хутор расположен в пределах Ергенинской возвышенности, являющейся частью Восточно-Европейской равнины, близ левого берега реки Сал. Рельеф местности равнинный, имеет общий уклон к северу, по направлению к реке Сал, на высоте 46 метров над уровнем моря. Почвенный покров комплексный: представлен каштановыми солонцеватыми и солончаковыми почвами и солонцами (автоморфными), в пойме Сала — пойменными засоленными
По автомобильной дороге расстояние до Ростова-на-Дону составляет 320 км, до районного центра села Дубовское — 14 км, до административного центра сельского поселения хутора Весёлый — 6,9 км.
Часовой пояс
Адьянов, как и вся Ростовская область, находится в часовой зоне МСК (московское время). Смещение применяемого времени относительно UTC составляет +3:00.

## История
Основан в начале 20-го века (не позднее 1926 года). Согласно Всесоюзной переписи населения 1926 года население хутора составило 311 человек, из них 267 великороссов и 39 калмыков.
По состоянию на 1939 год хутор входил в состав Эркетиновского сельского совета.
В хуторе находится Братская могила советских воинов.

## Население
Динамика численности населения
| 2002 |
| ---- |
| 306  |

| 1926 | 1989 | 2002 | 2010 |
| ---- | ---- | ---- | ---- |
| 311  | ↘302 | ↗304 | ↘264 |

## Улицы
- ул. Зелёная,
- ул. Молодёжная,
- ул. Октябрьская,
- ул. Центральная.